# LUCA Campus Sint-Lukas Brussel

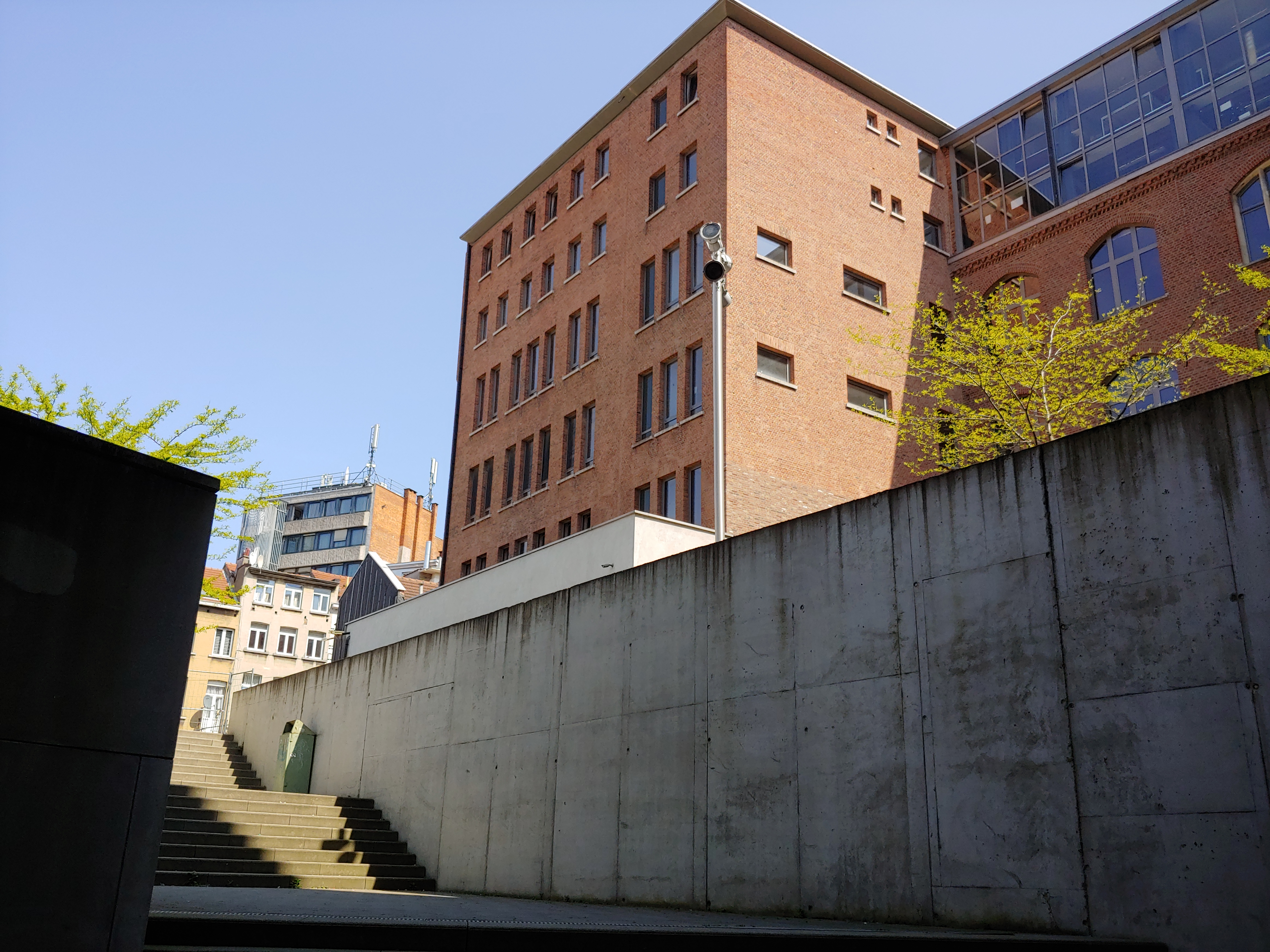
Campus Sint-Lukas

Der Campus Sint-Lukas Brussel ist ein niederländischsprachiger Hochschulcampus in der belgischen Hauptstadt Brüssel. Der Hochschulcampus beherbergt circa 1000 Studenten und die Gebäude befinden sich in der Paleizenstraat in Schaarbeek. Seit September 2012 trägt der Hochschulcampus den Namen LUCA Campus Sint-Lukas Brussel.

## Geschichte
Die ehemals selbstständige Hochschule wurde 1880 gegründet und war fast 100 Jahre lang die einzige flämische Kunsthochschule in Brüssel. Im Jahr 2008/2009 wurde sie aufgrund Unterschreitung der vorgeschriebenen Studentenzahlen Teil der Hogeschool voor Wetenschap & Kunst (W&K) und wird seitdem als campus Sint-Lukas Brussel weitergeführt.
W&K bietet rund 3800 Studenten auf sechs Campus-Einrichtungen in den Städten Brussel, Gent und Löwen rund 30 Kunst- und Architekturstudiengänge an. Im September 2012 wurde die W&K umbenannt in LUCA School of Arts.

## Ausbildung
Die Ausbildung in Brüssel besteht aus mehrjährigen Master- und Bachelor-Programmen. Das Angebot besteht im Einzelnen aus den folgenden Studiengängen:
- Construction Technology
- Interior Design
- Animation Film
- Fiction Film
- Documentary Film
- Experimental Film
- Photography
- Graphic Design
- Illustration & Comics
- Communication Design
- Fine Art

Die Hochschule steht in enger Verbindung mit der Sint-Lukasgalerie im Stadtzentrum, die Gegenwartskunst von belgischen und internationalen Künstlern zur Schau stellt.